# Горњи Проложац
Горњи Проложац је насељено место у саставу општине Проложац, Сплитско-далматинска жупанија, Република Хрватска.

## Историја
До територијалне реорганизације у Хрватској налазио се у саставу старе општине Имотски.

## Становништво
На попису становништва 2011. године, Горњи Проложац је имао 346 становника.
| Број становника по пописима | Број становника по пописима | Број становника по пописима | Број становника по пописима | Број становника по пописима | Број становника по пописима | Број становника по пописима | Број становника по пописима | Број становника по пописима | Број становника по пописима | Број становника по пописима | Број становника по пописима | Број становника по пописима | Број становника по пописима | Број становника по пописима | Број становника по пописима |
| --------------------------- | --------------------------- | --------------------------- | --------------------------- | --------------------------- | --------------------------- | --------------------------- | --------------------------- | --------------------------- | --------------------------- | --------------------------- | --------------------------- | --------------------------- | --------------------------- | --------------------------- | --------------------------- |
| 1857                        | 1869                        | 1880                        | 1890                        | 1900                        | 1910                        | 1921                        | 1931                        | 1948                        | 1953                        | 1961                        | 1971                        | 1981                        | 1991                        | 2001                        | 2011                        |
| 0                           | 0                           | 0                           | 0                           | 0                           | 0                           | 0                           | 0                           | 1.243                       | 1.217                       | 1.327                       | 1.225                       | 895                         | 553                         | 381                         | 346                         |

Напомена: Насеља под именом Доњи Проложац и Горњи Проложац исказује се од 1948. До 1931. исказивано је бивше насеље Проложац за које су подаци исказани у насељу Доњи Проложац. Види напомену код насеља Доњи Проложац.

### Попис1991.
На попису становништва 1991. године, насељено место Горњи Проложац је имало 553 становника, следећег националног састава:
| Попис 1991.‍ | Попис 1991.‍ | Попис 1991.‍ | Попис 1991.‍ | Попис 1991.‍ |
| ----------- | ----------- | ----------- | ----------- | ----------- |
|             |             |             |             |             |
| Хрвати      | Хрвати      |             | 541         | 97,83%      |
| Срби        | Срби        |             | 9           | 1,62%       |
| остали      | остали      |             | 1           | 0,18%       |
| непознато   | непознато   |             | 2           | 0,36%       |
| укупно: 553 |             |             |             |             |